# アイルランド来寇の書

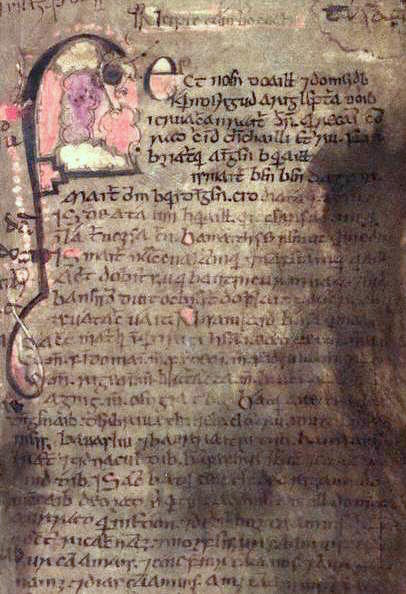
『レンスターの書』フォリオ53。『アイルランド来寇の書』は十数の中世写本に収録されており、『レンスターの書』は本テクストの一次資料の一つである。画像：Dublin, TCD, MS 1339 (olim MS H 2.18)

『アイルランド来寇の書』（古アイルランド語: Lebor Gabála Érenn）は、天地創造から中世に至るまでのアイルランドとアイルランド人の歴史を叙述する、アイルランド語の韻文散文の集合体である。いくつもの版があるが、最も初期のものは匿名の筆記者によって11世紀に編纂された。それまでの何世紀にも渡る期間で発展してきた物語が統合されている。『来寇の書』では、いかにしてアイルランドが6つの民族（順にケサルの民、パルサローンの民、ネヴェズの民、フィル・ヴォルグ、ダヌ神族、ミールの民）によって6度の入植（または「征服」）を受けたのかが語られる。先の4民族はアイルランドから追い出され、5番目の集団は神々となり、最後の集団がアイルランド人（ゲール人）となったと語られる。
『来寇の書』は強い影響力を持ち、「その歴史記述は伝統的な定説として、詩人や学者から19世紀に至るまで受け入れられて」いた。現在の学説では、『来寇の書』は歴史というより基本的には神話であるとみなされている。大部分は中世キリスト教の偽史に基づくものと思われるが、一部にはキリスト教以前の神話も織り込まれている。著者の目的は、ローマやイスラエルのものに相当するような、キリストの教えと適合するアイルランドの歴史を作り上げることであったというのが通説である。『来寇の書』は、初期アイルランド文学の中で最も有名かつ影響力ある著作となった。マーク・ウィリアムズは、「キリスト教的世界観・史観とアイルランド前史の間に横たわる裂け目を架橋するために記された」と述べている。例えば、6度の征服は「世界の6つの時代」と対応するという説がある。

## 起源と目的
『来寇の書』は、アイルランドとアイルランド人の歴史たることを企図したものであった。トマス・F・オラヒリーによると、書の目的は3つあった。

一つには、複数の古い民族集団の記憶を抹消して民衆を統合すること、二つには、神々を単なる人間に貶めることによってキリスト教以前の異教の影響力を弱体化すること、三つには、さまざまな王権集団の出自を簡単に説明できる系図を作り上げることであった。

著者は、旧約聖書にあるイスラエル人の歴史と並ぶような、叙事詩的歴史を創造することを目指していたと考えられている。アイルランド人をキリスト教的世界観・史観の中に位置づけて、アダムの系譜に接続する意図もあった。それによって、旧約聖書で描かれる出来事とのつながりを与えられたアイルランド人は、イスラエル人と相同のものとされた。つまり、アイルランド人の祖先は、異国の地で奴隷化され、脱出し、荒野をさまよう果てに、はるか遠くの「約束の地」を見つけたというように描かれたのである。この物語の細かな説明は、ゲール土着の神話からも引用されたが、キリスト教神学・史学の観点から再解釈された。

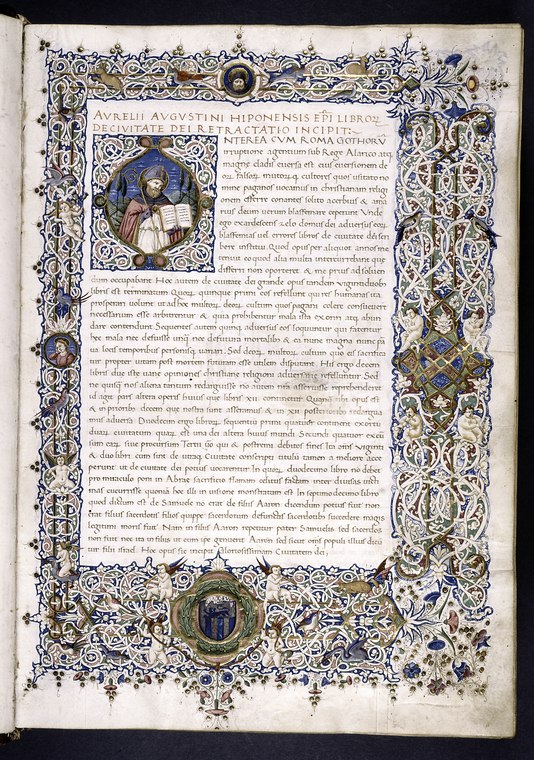
『来寇の書』の著者は、聖アウグスティヌスによる5世紀の書『神の国』のような宗教テクストの影響を強く受けていた。

『来寇の書』は、以下の4つのキリスト教の著作の影響を特に受けていたようである。
- アウグスティヌス『神の国』(413–426 AD)
- オロシウス『異教徒を駁する歴史』(417)
- エウセビオス『年代記』、およびそのラテン語訳を含むヒエロニムス『年代記』(379)
- セビリャのイシドールス『語源』(7世紀初頭)

しかし、キリスト教以前の要素がすべて消し去られたわけではなかった。例えば、『来寇の書』に含まれる詩の一つには、ダヌ神族がアイルランドを征服して入植したとき、その女神たちがいかにして土着の民から夫を得たかを語るものがある。『来寇の書』に見られる、征服が繰り返されるという形式は、アレクサンドリアのティマゲネスが描いた大陸ガリア人の起源を思い起こさせる。4世紀の歴史家アンミアヌス・マルケリヌスが引用したところによれば、紀元前1世紀にティマゲネスは、繰り返す戦争と洪水によって故郷である東ヨーロッパを追われてきたガリア人の祖先について書いている。

アイルランドの歴史を神話的に記述したものは、7～8世紀を通じてさまざまなテクストに散在している。アイルランド・カトリック大学の史学考古学部の教授であったユージーン・オカリーの『古代アイルランド史の写本史料に関する講義』（1861）では、写本で言及されるさまざまなジャンルの歴史に関する物語について議論している。
移民ないし入植者の到着を指すTochomladhという名前で書かれたものには、パルサローンやネウェズ、フィルヴォルグ、トゥアハ・デ・ダナン、ミレー族といった複数の入植者がエリンに到来した様子が描写されるが、すべて別個の語である。おそらく『来寇の書』の序盤は、もともと記録されていたこれらの古い物語を編纂したものである。
アイルランドの歴史と称するもので現存する最古の記述は、9世紀ウェールズで著された『ブリトン人の歴史』のものである。このテクストには、アイルランド前史について2つの異なる記述が収められている。一つは、ゲール以前のアイルランドの民がイベリアから繰り返し入植を行ったというものであり、これはすべて『来寇の書』にも含まれている。もう一つは、ゲール人そのものの起源についてのものであり、ゲール人がいかにしてアイルランドの主となり、アイルランドに住まうものすべての「祖先」となったのかを物語る。
R・A・スチュワート・マカリスターによれば、『来寇の書』は2つの独立した著作、すなわち、（旧約のイスラエル人に擬えた）「ゲール人の歴史」と、ゲール以前の複数の民族によるアイルランドへの定住の物語（マカリスターは史実としての信憑性は低いとしている）とを合成したものであったという。この節では、後者が前者の中間に挿入されているということになる。マカリスターは、前者の擬聖書テクストは、『アイルランド征服の書（Liber Occupationis Hiberniae）』という学術的ラテン語文献であったという仮説を提示している。
これら2系統の物語は、9世紀のうちに、アイルランドの歴史家・詩人によって充実され洗練された。10～11世紀には、長い歴史詩がいくつか書かれ、後に『来寇の書』に組み込まれた。11～12世紀の頃の『来寇の書』に含まれる詩のほとんどは、下記の4詩人によって書かれたものに依っている。
- エーホズ・ウア・フローン（936–1004）アーマー出身 – 30, 41, 53, 65, 98, 109, 111番
- モナスターボイスのフラン（1056没）モナスターボイス修道院の読師、歴史家 – ?42, 56, 67, ?82番
- タナザ（Tanaide、1075頃没）– 47, 54, 86番
- ギラ・コーマーン・マク・ギラ・サウンサンザ（fl. 1072）– 13, 96, 115番

ある名の知れない単独の学者が、上記の詩や他の大量の詩を集め、洗練された散文の枠組みの中に組み入れたのは、11世紀末になってのことだった。散文は、この学者が独自で作ったものもあれば、現存しないより古いもの（オカリーのいうところのtochomlaidhなど）から引用して組み替えたり節に追記したりしたものもあった。これは、900～1200年頃使われていた中期アイルランド語によって書かれている。

## 版
『来寇の書』は、当初からとてつもなく有名で影響力ある古文書であると認められ、すぐに古典としての地位を獲得した。より一貫性のある歴史叙述とするべく古いテクストは改変され、大量の詩が新しく書かれては挿入された。100年に渡って編纂される中で、136もの詩が挿入された『来寇の書』には、おびただしい複製と改訂が存在した。十数の中世写本の中に、そのうち以下の5つの改訂版が現存する。
- 第一編集版（First Redaction, R¹）: 『レンスターの書』（1150頃）および『ファーモイの書』（1373）に含まれるもの。
- 解釈版（Míniugud, Min）: この改訂版は第二編集版との関連が強い。第二編集版が書かれている写本よりは古いが、それらのもととなった原本より古くはない。これが含まれる史料は、第二編集版の紙面のあとに付記されている。
- 第二編集版（Second Redaction, R²）: 6つものテクストに分割されて現存する。『レカンの書』（1418）のものが最もよく知られる。
- 第三編集版（Third Redaction, R³）: 『バリモートの書』（1391）および『レカンの書』の双方に含まれる。
- オクラリー版（O'Clery's Redaction, K）: フランチェスコ会の筆記者であり、『四導師の年代記』の著者の一人である、マイケル・オクラリー（ミホール・オ・クレーリー）によって1631年に書かれたもの。これ以前の版と異なり初期現代アイルランド語によって書かれている。これ以前の版の編者には使用されていない現存しない資料を参照していた形跡があり、マカリスターによって独立した編集であるとされている。エニスキレン近郊のリスグール修道院で編纂された。オクラリーは、ギラパトリック・オルーニンとペレグリン・オクラリー（マイケルの三従兄弟の子で、四導師の一人）の支援を受けた。

以下の表は、『来寇の書』のいずれかの版を含む現存の写本をまとめたものである。略称はマカリスターの校訂版から採った。
| 略号 | 写本           | 所蔵                            | 版      | 注                                                                        |
| ---- | -------------- | ------------------------------- | ------- | ------------------------------------------------------------------------- |
| A    | Stowe A.2.4    | アイルランド王立アカデミー      | R²      | Dの直接の劣化写し                                                         |
| B    | バリモートの書 | アイルランド王立アカデミー      | R³      | Bはβ、β¹、β²への転写の後1葉を欠く                                         |
| β    | H.2.4          | トリニティ・カレッジ・ダブリン  | R³      | Bの転写、1728年にリチャード・ティッパーにより作成                         |
| β¹   | H.1.15         | トリニティ・カレッジ・ダブリン  | R³      | Bの失われた転写に基づく複製、1745年頃タイグ・オ・ニャホトーンによって作成 |
| β²   | Stowe D.3.2    | アイルランド王立アカデミー      | R³      | Bの失われた転写に基づく複製、作者不明                                     |
| D    | Stowe D.4.3    | アイルランド王立アカデミー      | R²      |                                                                           |
| E    | E.3.5. no. 2   | トリニティ・カレッジ・ダブリン  | R²      |                                                                           |
| F¹   | ファーモイの書 | アイルランド王立アカデミー      | R¹      | F¹とF²は一つの写本Fのそれぞれ一部分                                       |
| F²   | Stowe D.3.1    | アイルランド王立アカデミー      | R¹      | F¹とF²は一つの写本Fのそれぞれ一部分                                       |
| H    | H.2.15. no. 1  | トリニティ・カレッジ・ダブリン  | R³      |                                                                           |
| L    | レンスターの書 | トリニティ・カレッジ・ダブリン] | R¹      |                                                                           |
| Λ    | レカンの書     | アイルランド王立アカデミー      | R², Min | レカンの書に含まれる一つ目のテクスト                                      |
| M    | レカンの書     | アイルランド王立アカデミー      | R³      | レカンの書に含まれる二つ目のテクスト                                      |
| P    | P.10266        | アイルランド国立図書館          | R²      |                                                                           |
| R    | Rawl.B.512     | ボドリアン図書館                | R², Min | 散文だけがすべて書き出されている。詩は削除されている。                    |
| V¹   | Stowe D.5.1    | アイルランド王立アカデミー      | R², Min | V¹、V²、V³ は一つの写本Vのそれぞれ一部分                                  |
| V²   | Stowe D.4.1    | アイルランド王立アカデミー      | R², Min | V¹、V²、V³ は一つの写本Vのそれぞれ一部分                                  |
| V³   | Stowe D.1.3    | アイルランド王立アカデミー      | R², Min | V¹、V²、V³ は一つの写本Vのそれぞれ一部分                                  |
| K¹   | 23 K 32        | アイルランド王立アカデミー      | K       | マイケル・オクラリーの自筆原稿の清書                                      |

- Kはいくつかの紙の写本に含まれているが、「信頼できる自筆原稿」であるK¹がより早いものである[16]。

『来寇の書』は、1884年にフランス語に翻訳された。英語での最初の完訳は、1937年から1942年にかけてR・A・スチュワート・マカリスターによって注解版としてなされた。

## 内容
以下は、『来寇の書』のテクストの梗概である。大きく10章に分けられる。

### 創世
天地創造から人間の堕落、そして世界の初期の歴史といった、よく知られたキリスト教の物語の再話である。著者は、細部を補強するために、創世記だけでなく、いくつかの難解な著作（シリアの『宝の洞窟』など）や、上述の4つのキリスト教文書（『神の国』など）から引用している。
この部分には、タキトゥス『ゲルマニア』（1世紀）に部分的に依拠して、3兄弟を祖とするヨーロッパの主要民族の血統を記した6世紀のフランク民族目録に起源を持つ系図が、『ブリトン人の歴史』を介して導入されている。

### ゲール人前史

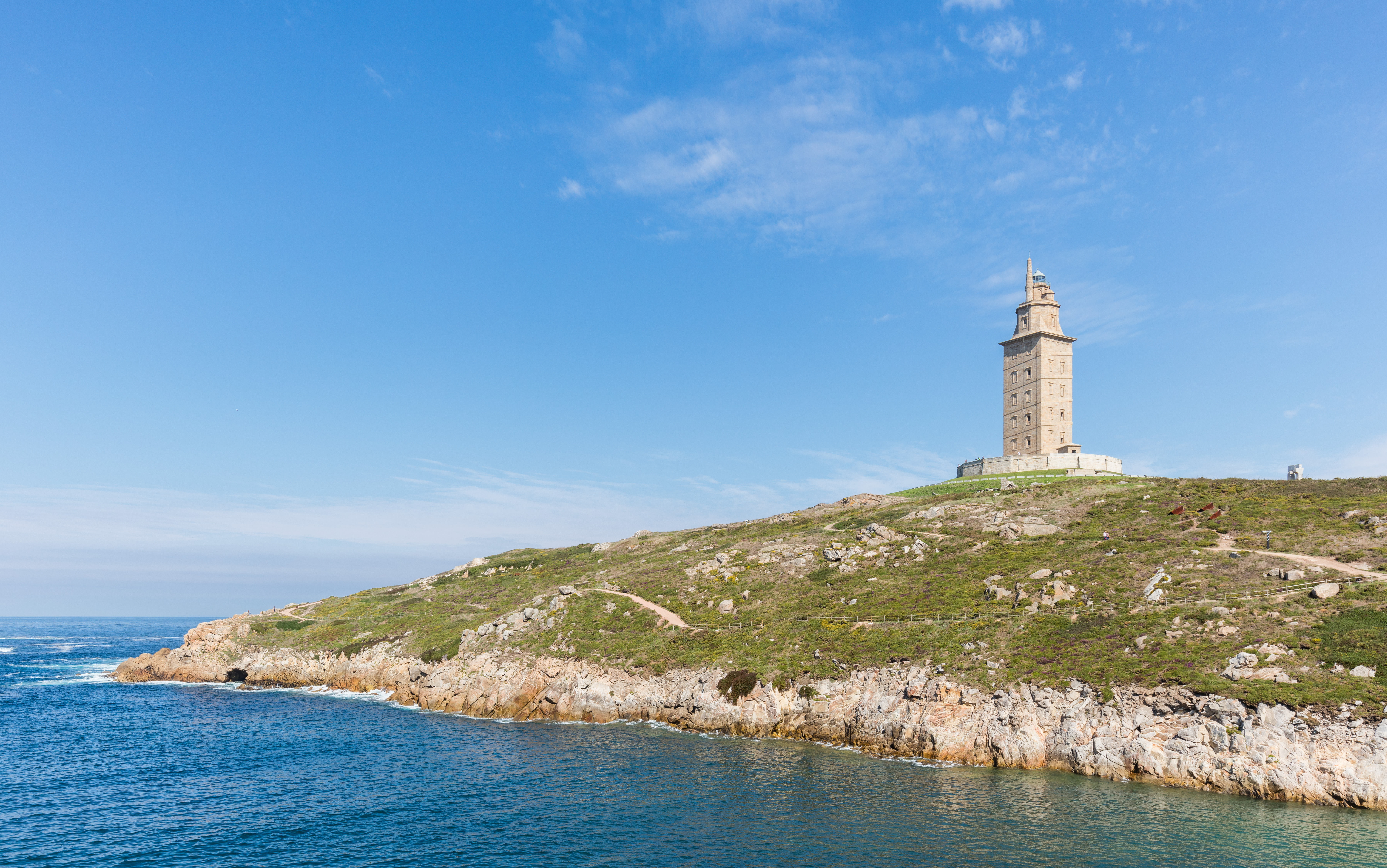
ヘラクレスの塔（ア・コルーニャ、ガリシア）

この章は、すべての人類はアダムを祖とするノアの子孫であることの説明から始まる。ノアの息子ヤペテがすべてのヨーロッパ人の祖先であり（ヤペテ人）、ヤペテの息子マゴグがゲール人とスキタイの祖先であり、フェーニウス・ファルシドがゲール人の祖先であるという。スキタイの王子であったフェーニウスは、バベルの塔を建てた72族長の一人であると記されている。その息子ネルはエジプトのファラオの娘であるスコタと結婚し、グイール・グラスという名の息子をもうけた。グイールは、バベルの塔崩壊の後の言語の混乱後に生まれた72の言語から、グイール語（英語: Goidelic、ゴイデル語、ゲール語）を作り上げる。グイールの子孫であるグイール人（ゲール人）は、イスラエル人と同じ頃エジプトを出て、スキティアに定住した。時が経ち、彼らはスキティアを出て、イスラエル人とよく似た多くの試練と艱難を乗り越えながら440年大地を放浪した。ドルイドのカヘルが、子孫がアイルランドにたどり着くであろうことを予言する。海路を往くこと7年、彼らはマエオティア沼沢地に定住する。その後、クレタとシチリアを経由して航海を続け、その果てにイベリアを征服する。グイールの子孫ブレオガンは、そこにブリガンティアと呼ばれる町をつくって塔を建てた。ブレオガンの息子イースはその塔からアイルランドを発見する。ブリガンティアはガリシアの都市ア・コルーニャのローマ名であり、ブレオガンの塔はおそらく、ローマ人によってア・コルーニャに再建されたヘラクレスの塔をもとにしたものである。

### ケサル

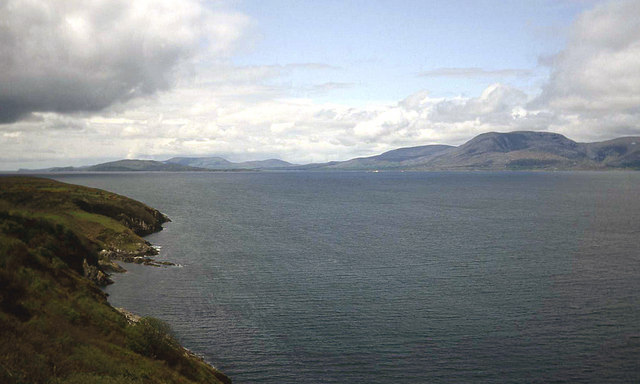
バントリー湾。ケサル一行はこの地から上陸したと言われる。

『来寇の書』によると、アイルランドに到達した最初の人々を率いていたのはケサルである。ケサルは、ノアの息子ビスの娘である。彼らは、来る大洪水を逃れるため世界の西端に向かうよう告げられる。3隻の船で出航するが、うち2隻は遭難してしまう。残った1隻は、大洪水が始まる40日前に、アイルランドはバントリー湾、バルク砦のあたりに上陸する。生存者は、ケサルと40名の女、およびフィンタン・マク・ヴォフラ、ビス、ラドラの3人の男だけであった。女は3人の男に平等に分けられた。男はそれぞれその中から1人を妻とした。フィンタンはケサルを、ビスはバーリンを、ラドラはアルバを選んだ。しかし、ビスとラドラはまもなく死に、ラドラはアイルランドに埋葬された最初の人間となった。大洪水が来ると、フィンタンだけが生き残った。彼は鮭になり、後に鷹や鷲になって、洪水の後5500年を生きた。その果てに再び人間に戻ったフィンタンは、アイルランドの歴史を語った。
この話のより古い版では、アイルランド最初の女性はバナヴァといった。バナヴァとフォドラ、エリウは、土着の三相女神であり、夫はそれぞれハシバミの子マク・クル、鋤の子マク・ケヒト、太陽の子マク・グレーニャである。おそらくケサルを含む3組の夫婦は、キリスト教の文脈からこれらと差し替えられたものである。フィンタン／マク・クルは、井戸に落ちた9つのハシバミの実を食べて世界の全知識を得た知恵の鮭と関連するものと考えられる。ケサルに伴う女たちは、アルバ（ブリトン人）、エスパ（エスパニア人）、ゲルマン（ゲルマン人）、ゴシアム（ゴート人）、トラージ（トラキア人）といった名前をもっていることから、世界の太母たちを表すものである。したがって、「ケサルらの到達は、全世界の人々の縮図をアイルランドに作り上げるものとして読める」。他には、古代アイルランドの女神の名前を持つ女もいる。

### パルサローン

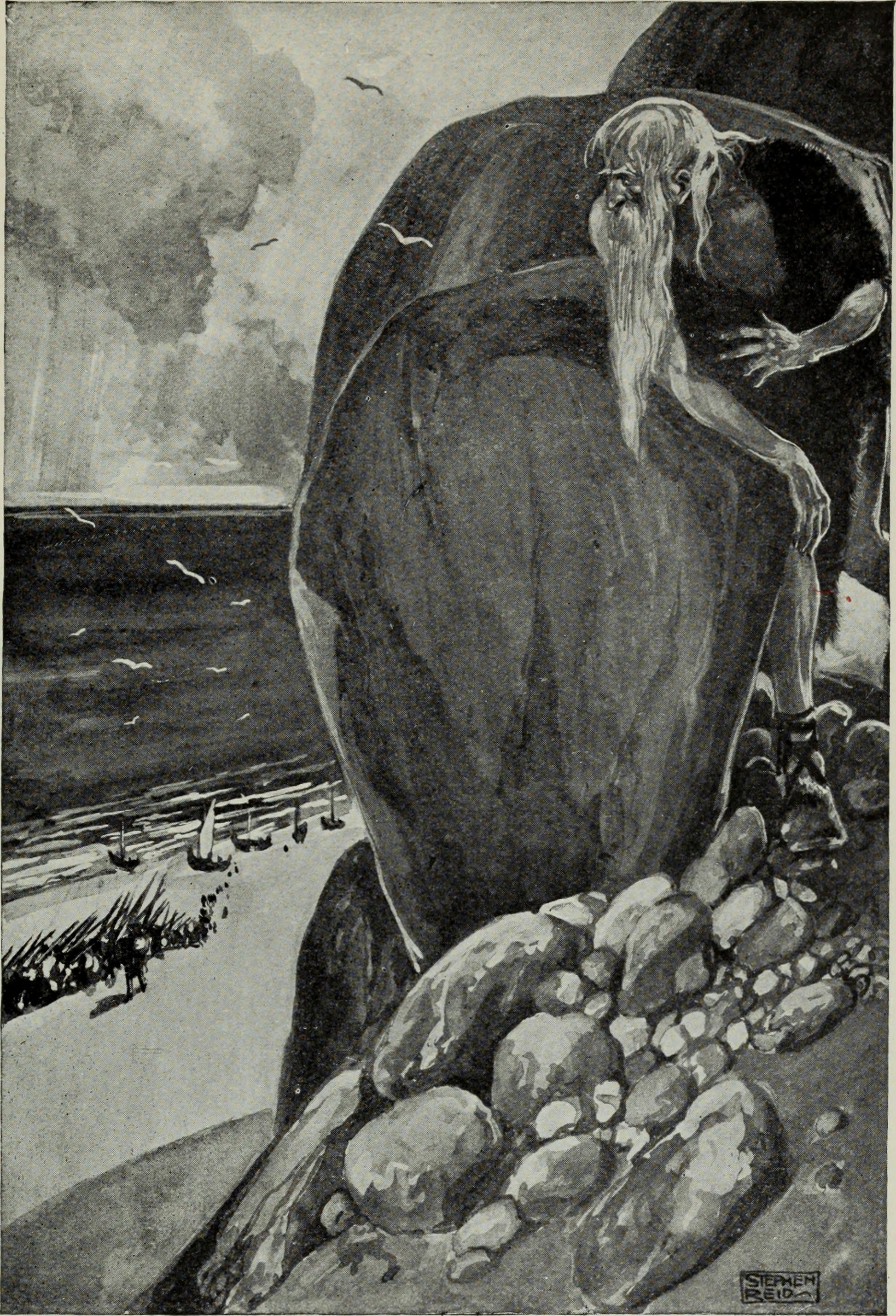
「ネヴェズを見るトゥアン」（T・W・ロールストン『ケルト民族の神話と伝説』の挿絵、スティーヴン・レイド、1911年）

アイルランドは300年の間無人であったが、2番めの集団が到着する。彼らは、ノアの子孫マゴグの末裔であるパルサローンに率いられていた。ゴティア、アナトリア、ギリシア、シチリア、イベリアを経てアイルランドにたどり着いた。集団は、パルサローンの妻デルグナートと主導的な4人の息子たち、そしてその他の人々から成る。彼らがアイルランドに着いたとき、そこにはたった1つの開けた平原と、3つの湖、9つの川があった。彼らは4つの平原を開き、7つの湖を湧かせた。登場人物には、畜産、耕作、料理、醸造、そして島の4分割を導入したことと関連する名前がつけられている。彼らはキホル・グリケンホス率いる不可思議の存在であるフォヴォーラ（フォモール族）と戦って破った。最終的に、5000の男と4000の女にまで増加したパルサローンたちは、1週間のうちに悪疫で死に絶える。ただ一人、トゥアン・マク・カリルのみが生き残る。フィンタンと同じように、彼もまた姿を変えて数百年生きたために、アイルランドの歴史を物語ることができた。この章には、召使いと姦通するデルグナートの話も含まれる。
パルサローンはバルトロマイからきたもので、キリスト教徒の著者が、おそらくヒエロニムスとイシドールスの歴史書の同名人物から借用して創造したものであると思われる。フォヴォーラは、混沌や闇、死や疫病、旱魃を擬人化した、有害で破壊的な自然の力を表す神々の集団であると解釈されている。

### ネヴェズ
アイルランドは30年の間無人であったが、3つ目の集団が到着する。彼らは、ノアの子孫マゴグの末裔であるネヴェズに率いられていた。
44隻の船でカスピ海を発ったが、1年半の航海の後、アイルランドにたどり着いたのはネヴェズの船ただ1隻であった。乗っていたのは、妻と4人の息子、その他の人々である。ネヴェズの民は、アイルランドで12の平原を開き、2つの王城を建て、4の湖を湧かせた。フォヴォーラとの4度の戦いにも勝利した。
ネヴェズや他の多くのものが悪疫で死んだあと、ネヴェズの民はフォヴォーラのコナンとモルクによって虐げられる。サウィンのたびに2/3の子供と2/3の小麦と2/3の牛乳をフォヴォーラに差し出さねばならなかった。ネヴェズの民が強いられたこの貢物は、「闇と疫病の力が強まる冬の始まりに捧げられた犠牲の暗い記憶」であっただろう。最終的に、彼らはフォヴォーラに対して蜂起し、陸3万、海3万の計6万の軍勢でコナンの塔を攻め、打ち倒す。今度はモルクが攻めてきて、ネヴェズの民のほとんどが戦死するか、海にさらわれて死んだ。30人の男が乗った1隻の船だけが逃げ果せた。「世界の北に」向かうものと、ブリテンに渡ってブリトン人の祖先となったもの、そして南のギリシアに向かうものに分かれた。

### フィル・ヴォルグ

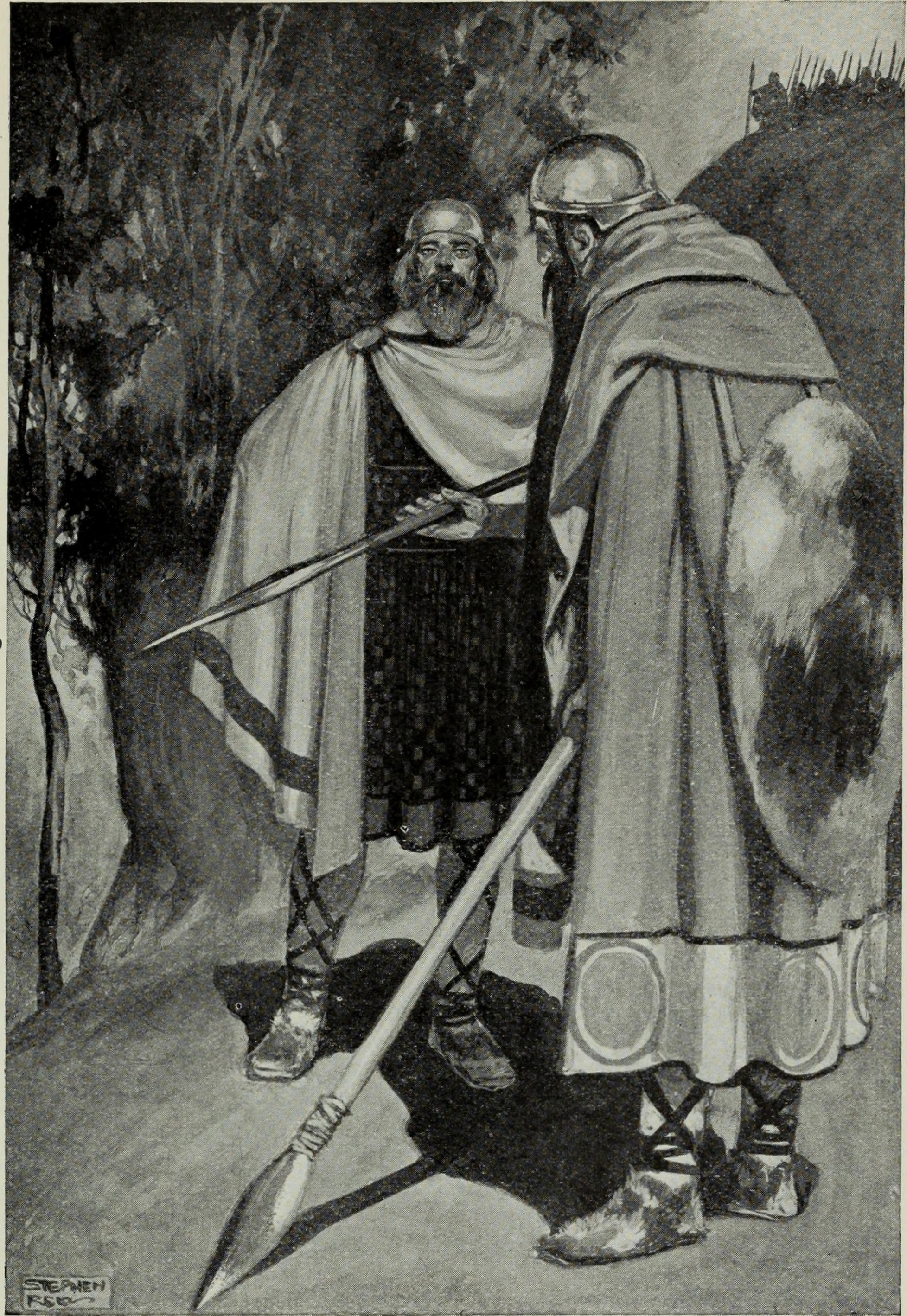
マグ・トゥレドの戦い前のフィル・ヴォルグとダヌ神族の使節会合（T・W・ロールストン『ケルト民族の神話と伝説』の挿絵、スティーヴン・レイド、1911年）

ギリシアに向かった一団は、ギリシア人によって奴隷とされ、土袋を運ぶ苦役に従事させられた。230年の後、彼らはアイルランドへと戻る。彼らはフィル・ヴォルグ（袋の人々）として知られる。フィル・ヴォルグは、フィル・ドーナンとフィル・ガリオンの2つの集団からなる。5人の首長に先導され、彼らはアイルランドを5つの地方に分割した。ガンは北マンスターを、センガンは南マンスターを、ゲナンはコナハトを、ルアリーはアルスターを、そしてスランガはレンスターを得た。37年の間、上王9代がアイルランドを治めた。

### ダヌ神族
世界の北に向かった人々が、超自然的能力を持つダヌ神族（トゥアサ・ジェー・ダナン、「ダヌの神の人々」の意）である。今では彼らはアイルランドの古い神々であるとされる。暗い雲に乗りアイルランドに来た彼らは、四宝を携えスリーヴ・アン・イアリンに上陸した。彼らは、アイルランドの所有権を懸けてフィル・ヴォルグと戦い（第一次マグ・トゥレドの戦い）、勝利した。フィル・ヴォルグは逃走して離島に定住したとも、コナハトを与えられたとも伝わる。ダヌ神族の王ヌアザは、戦いで片腕を失い、王の資格を失う。フォヴォーラとの混血であるブレスが彼にとって代わり、アイルランド上王となった。しかし、ブレスはダヌ神族を虐げ、王の責務を無視した。これはおそらく、一時的に悪疫の力（フォヴォーラ）が高まり、成長の力（ダヌ神族）を圧倒したことを表している。7年の後、医者ディアン・ケヒトと鍛冶クレーニャが作った動く銀の腕を得て、ヌアザは王権を取り戻す。銀の腕だけでは足りず、ディアン・ケヒトの息子であるキアンが作った肉の腕に換えたとするものもある。そしてダヌ神族は、フォヴォーラと戦う（第二次マグ・トゥレドの戦い）。フォヴォーラのバロールによってヌアザは死ぬが、バロールの曾孫であるルグがバロールを殺し、王となる。ダヌ神族は150年の安定した治世を享受する。

### ミールの民

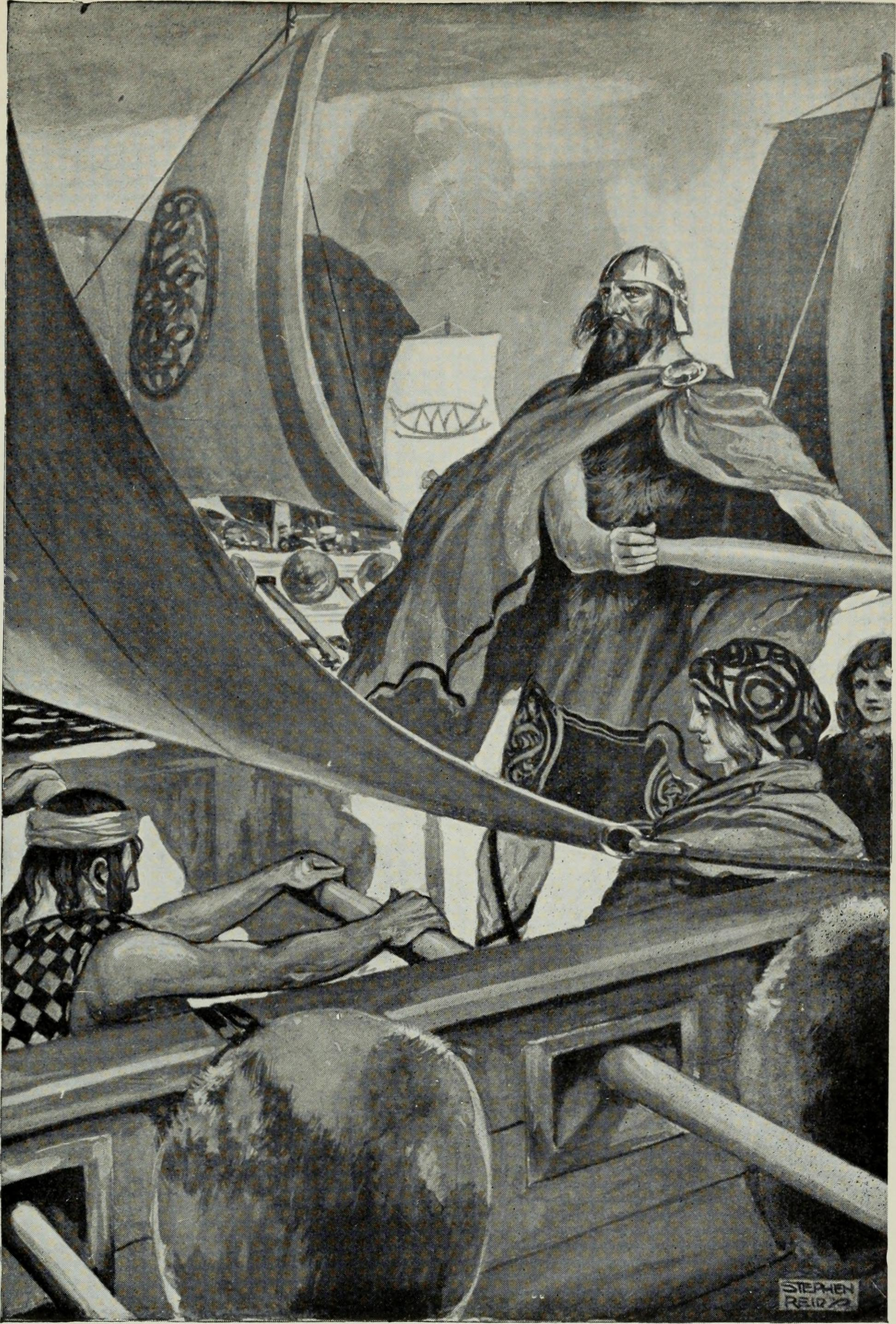
ミレーの息子たちの到来（T・W・ロールストン『ケルト民族の神話と伝説』の挿絵、スティーヴン・レイド、1911年）

ここでゲール人の物語が再び始まる。ブレオガンの塔の頂上からアイルランドを覗き見ていたイースは、一団を引き連れてアイルランドへと航海する。ネートの砦に向かったイースは、そこでアイルランドの3人の王、ダヌ神族のマク・クル、マク・ケヒト、マク・グレーニャに出会う。しかし、イースは何者かによって殺害され、一団はイベリアへと帰還する。ゲール人たちは復讐のため、大軍勢を率いて取って返し、アイルランドを征服する。彼らはミール・エスパニャの息子たち（ないしミールの民）として言及される。ミール・エスパニャ（Míl Espáine）という名前は、ラテン語のMiles Hispaniae（ヒスパニアの兵）に由来する。上陸したミールの民は、ダヌ神族とフォヴォーラの連合軍と戦闘する。タラへ進軍する道中で、彼らは前述のバナヴァ、フォドラ、エリウの3柱の女神と出会う。三王の妻である女神たちは、自分たちの名前にちなんでこの地に名前をつけてほしいとゲール人に頼む。ゲール人の一人、アヴェルギンが、そうすることを約束する。タラでゲール人と三王は会談するが、三王は頑なに島の共同統治を主張する。三王は3日間の休戦を提案して、その間ゲール人は、島から波9つ分離れたところで待機するように要請する。ゲール人は了承するが、彼らがアイルランドから波9つ分離れるやいなや、ダヌ神族は船が島に戻れないように猛風を巻き起こした。しかし、アヴェルギンは呪文を唱えて風をおさめる。残った船は島へと戻り、果たして、二者はアイルランドを二分して治めることで合意する。ゲール人は地上の世界を取り、ダヌ神族は地下の世界（異界）を取ることになり妖精の塚へと入った。

### 異教のアイルランド王の巻
聖書の『列王記』に範を取り、エベルとエリモンの時代から5世紀はじめのキリスト教時代までのアイルランドのさまざまな王の業績を記述する章である。ここで挙げられている王はほとんど伝説上または半伝説上のものである。

### キリスト教徒のアイルランド王の巻
前章から続き、アイルランドの実在した歴史上の王について語るものである。業績や年代は当時のテクスト史料に記録された内容をもとにしており、『来寇の書』の中では最も歴史的に正確な部分である。

## 近代の分析
長きにわたって、『来寇の書』は正確で信頼できる歴史叙述として受け入れられていた。17世紀になっても、ジェフリー・キーティングは『アイルランド史』を書くにあたってこれに依拠していたし、『四導師の年代記』の著者たちも広範に利用していた。しかし、最近では、この著作は批判的な精査の対象になっている。現代のある学者は「歴史的虚飾、あるいは偽史の伝統」の一部だとしている。あるものは、「人気のある伝承を具現化している」ことを認めつつ、「基本的な特性としてうそ」であると述べ、多くの「作り話」に注意を向けている。『来寇の書』の英訳を行ったアイルランドの考古学者R・A・スチュワート・マカリスターは、以下のように述べている。「厳密な意味で言えば、この編集物全体のどこにも、細かな史実に関する要素はただの一つも存在しない」。
ゲール人がアイルランドに到来する物語は、キリスト教徒の書き手がイスラエル人になぞらえようとして創作したものであると考えられている。スキタイに起源をもつというのも、ラテン語のスコティ（Scoti）とスキタイ（Scythae）の名前の表面的な類似性に基づくものである。他の民族に関する他の中世の偽史も同じようなもので、例えばジェイムズ・カーリーによって「蛮族の偽史の典型例」と呼ばれた、より早い時期の『ゴート・ヴァンダル・スエウィ王国史』でも、著者であるセビリャのイシドールスは、名前の類似性を根拠にゴート（Goth）とゲタイ（Getae）を結びつけて、いずれも（スキタイと同じく）マゴグの子孫であると結論づけている。イベリア起源については、3つの由来がある。一つはイベリアとヒベルニアが偶然類似していたこと、一つはイシドールスがイベリアを「全人種の母」と呼んだこと、一つはオロシウスがアイルランドを「イベリアとブリタニアの間に」あると書いたことである。ゲール人がマエオティア沼沢地に定住したという説は、『フランク史』から取られたろうものであるし、クレタとシチリアを訪れたエピソードは『アエネーイス』に基づく可能性がある。『来寇の書』の他の部分、特に、北欧神話のアース神族とヴァン神族とも関連付けられてきた、聖なるダヌ神族と邪悪なフォヴォーラについては、キリスト教以前のゲール神話に由来する。ネヴェズの民とフォヴォーラの戦いは、超自然的存在の2集団間の「原始的衝突の残響」であり、フィル・ヴォルグはフォヴォーラに対置された人間存在であると考えられている。
『来寇の書』が基本的に歴史というよりも神話であるという視点は学術的にほぼ共有されているが、現実の出来事に大まかではあるが基づいているという説もある。1940年代には、T・F・オラヒリーが、『来寇の書』と初期アイルランド語の分析に基づいたアイルランド前史のモデルを創造した。彼によれば、ケルト人の移民ないし侵略が4度あったという。クルシン（ないしプリタニ、紀元前700-500年頃）、ブルグ（ないしエラン、紀元前500年頃）、ラインとドーナンとガリオン（紀元前300年頃）、そしてゲール（紀元前100年頃）である。オラヒリーは、『来寇の書』に描かれた「侵略」の一部はこれらに基づいているが、残りは著者の創作であったと述べている。また、アイルランドの「ゲール以前の」人々の多くは紀元前100年より後も長きにわたって栄え続けたとも述べた。
イギリスの詩人・神話学者ロバート・グレイブズは、著書『白き女神』（1948）の中で、アイルランドに筆記がもたらされるより数百年前の神話は、キリスト教時代に書き残されるまで、口承によって正確に保存され伝えられてきたと述べた。これ以外の問題でもやり取りがあったマカリスターの説に反論して、グレイヴズは『来寇の書』の伝承は「考古学的に十分有り得る」と断言した。『白き女神』はそれ自体考古学者や歴史学者から多くの批判の対象になっている。

## テクスト

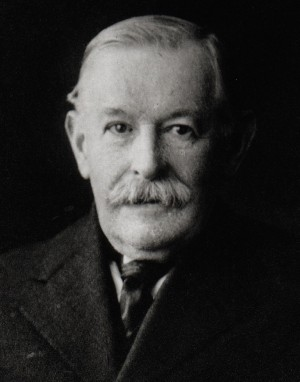
ロバート・アレグザンダー・スチュワート・マカリスターは、1938年から1956年にかけて、『来寇の書』英訳全5巻を出版した。

### 翻訳
- Macalister, R.A. Stewart, ed., “Lebor Gabála Érenn - The Book of the Taking of Ireland”, Irish Texts Society (Educational Company of Ireland)
  - Macalister, R.A. Stewart, ed. (1938), Part I, 34, ISBN 1-870166-34-5
  - Macalister, R.A. Stewart, ed. (1939), Part II, 35, ISBN 1-870166-35-3
  - Macalister, R.A. Stewart, ed. (1940), Part III, 39, ISBN 1-870166-39-6
  - Macalister, R.A. Stewart, ed. (1941), Part IV, 41, ISBN 1-870166-41-8
  - Macalister, R.A. Stewart, ed. (1956), Part V, 44, ISBN 1-870166-44-2

### 一次資料
- Evans, Nicholas J. (2015). “Cultural Contacts and Ethnic Origins in Viking Age Wales and Northern Britain: The Case of Albanus, Britain's First Inhabitant and Scottish Ancestor”. Journal of Medieval History 41 (2):  131–154. doi:10.1080/03044181.2015.1030438.
- O'Donovan, John (1849), Annals of the Kingdom of Ireland by the Four Masters from the Eaeliest Period to the Year 1171
- O'Rahilly, T.F (1946), Early Irish History and Mythology, Dublin Institute for Advanced Studies
- Graves, Robert (1948), The White Goddess, London: Faber & Faber
- Scowcroft, R.M. (1987), “Leabhar Gabhála Part I: The growth of the text”, Ériu 36:  79–140
- Scowcroft, R.M. (1988), “Leabhar Gabhála Part II: The growth of the tradition”, Ériu 39:  1–66
- Carey, John (1994), The Irish National Origin-Legend: Synthetic Pseudohistory, Quiggin Pamphlets on the Sources of Mediaeval Gaelic History, Department of Anglo-Saxon, Norse and Celtic, University of Cambridge
- Koch, John T (2006), Celtic Culture: A Historical Encyclopedia, ABC-CLIO
- MacCulloch, John Arnott (2009), The Religion of the Ancient Celts, The Floating Press